# 台灣乙級足球聯賽
台灣乙級足球聯賽 是臺灣的半職業足球聯賽，為台灣次高層級男子足球聯賽，由中華民國足球協會管理。在乙級聯賽定名前曾命名為台灣企業甲級升降足球聯賽 。

## 歷史沿革
中華民國足球協會為提升台灣足球聯賽制度完整性，本聯賽於2020年成立，作為台灣二級聯賽。
2020年為過渡期，2019年台灣企業甲級足球聯賽第七、八名的銘傳大學、台北紅獅和四支球隊報名參與， 包括Play One師大、SFI、ACA、桃園國際進行單淘汰，勝者升上2020年台灣企業甲級足球聯賽，未能挑戰成功者則進入2020年台灣乙級足球聯賽。
 2020年，結果由台灣中油贏得首屆台灣乙級足球聯賽冠軍，桃園國際獲得亞軍。
2021年起，本聯賽冠軍直接升入企甲，亞軍則與企甲倒數第二名進行兩回合制附加賽，勝者升入企甲。
2021年乙級資格賽，由2020年第七名高雄足球俱樂部和第八名巴卡隆加上百傳媒飛鼠FC、清華FC、FCB+TA等5支球隊競爭兩個乙級聯賽的參賽資格，最終由高雄足球俱樂部和FCB+TA取得參賽資格。由台北競技贏得2021年乙級聯賽冠軍。
2022年乙級資格賽，由2021年第七名FCBase巴瑟和第八名高雄足球俱樂部加上台北競技預備隊、EC Desafio Taipei等4支球隊競爭兩個乙級聯賽的參賽資格，最終由FCBase巴瑟和高雄足球俱樂部取得參賽資格。展逸天行者贏得2022年乙級聯賽冠軍。
2023年乙級資格賽，由2022年第八名FCBase巴瑟，與台南東門城足球俱樂部、AC Taipei Reserves 台北競技俱樂部預備隊、半線蒼鷹足球俱樂部、臺北紅獅足球俱樂部及高雄大學國光，6支球隊競爭兩個乙級聯賽的參賽資格，最終由AC Taipei Reserves 台北競技俱樂部預備隊和高雄大學國光取得參賽資格。Vikings-Play One贏得2023年乙級聯賽冠軍。
2024年乙級資格賽，由2023年第五名高雄大學國光，與台南東門城足球俱樂部、銘傳Desafio及Racing Vikings等共4支球隊競爭兩個乙級聯賽的參賽資格。結果，2024年乙級聯賽由台中磐石贏得冠軍。
2025–26賽季起，乙級聯賽參賽資格改以前一屆總統盃排名決定，並由台中磐石預備隊、新北航源輔大，以及灣島足球俱樂部取得參賽資格。

## 報名資格
一、 總教練需具備AFC B級教練證或以上或同等級國際證照。
二、 各隊助理教練需具備AFC C級教練證或CTFA B級教練證照。
三、 所有參賽球員須與俱樂部簽立合約（參賽同意書）方得比賽。
四、 參賽俱樂部須為政府註冊管理下的合法公司或各種社團、財團法人登記。
五、 參賽俱樂部須有U18或U15梯隊，並有參加本會主辦之賽事。
六、 參賽俱樂部須完成台灣企業足球乙級俱樂部認證
七、 報名及參與前一屆全國總統盃足球錦標賽。

## 目前參賽球隊
本聯賽目前共有7支球隊參賽。本聯賽已實行升降級制度。
| 球隊               | 英文名稱               | 首次參賽  | 2024 成績  |
| ------------------ | ---------------------- | --------- | ---------- |
| 高雄先鋒           | Kaohsiung Attackers FC | 2023年    | 亞軍       |
| 桃園國際           | Inter Taoyuan FC       | 2020年    | 季軍       |
| 銘傳Desafio        | Mingchuan Desafio      | 2024年    | 殿軍       |
| AC Taipei Reserves | AC Taipei Reserves     | 2023年    | 第六名     |
| 臺中磐石預備隊     | Taichung Rock Reserves | 2025-26年 | 台乙資格賽 |
| 新北航源輔大       | Hang Yuan FJU          | 2025-26年 | 台乙資格賽 |
| 灣島               | Wan Island             | 2025-26年 | 台乙資格賽 |

## 歷屆成績
| 球季        | 隊數 | 冠軍             | 亞軍     | 季軍     | 殿軍               |
| ----------- | ---- | ---------------- | -------- | -------- | ------------------ |
| 2020年 詳情 | 8    | 台灣中油         | 桃園國際 | ACA      | S.F.I.             |
| 2021年 詳情 | 8    | ACA              | 銘傳大學 | S.F.I.   | 桃園國際           |
| 2022年 詳情 | 8    | 台北展逸         | 璉紅臺體 | MARS     | 桃園國際           |
| 2023年 詳情 | 6    | Vikings-Play One | 璉紅臺體 | 桃園國際 | AC Taipei Reserves |
| 2024年 詳情 | 6    | 台中磐石         | 高大國光 | 桃園國際 | 銘傳Desafio        |

## 歷年獎項

### 金靴獎
| 球季   | 得主         | 球隊   | 進球數 |
| ------ | ------------ | ------ | ------ |
| 2020年 | Matías Godoy | 中油FC | 26球   |
| 2021年 | 李孟哲       | ACA    | 13球   |

### 金手套獎
| 球季   | 得主   | 球隊   |
| ------ | ------ | ------ |
| 2020年 | 蔡碩哲 | 中油FC |
| 2021年 | 黃浩凱 | ACA    |

### 最佳教練
| 球季   | 得主   | 球隊   |
| ------ | ------ | ------ |
| 2020年 | 鍾劍武 | 中油FC |
| 2021年 | 陳信安 | ACA    |

### 公平競技獎
| 球季   | 球隊   |
| ------ | ------ |
| 2020年 | 巴卡隆 |